# La Comédienne (Agatha Christie)
La Comédienne (The Actress) est une nouvelle policière d'Agatha Christie.
Initialement publiée en mai 1923 dans la revue The Novel Magazine au Royaume-Uni, cette nouvelle a été reprise en recueil en 1997 dans While the Light Lasts and Other Stories au Royaume-Uni. Elle a été publiée pour la première fois en France dans le recueil Tant que brillera le jour en 1999.

## Personnages
Olga Stormer (Nancy Taylor) : actrice
John Levitt : maître chanteur et ancienne connaissance de Nancy Taylor
Danahan : manager d'Olga

## Résumé
Quand John Levitt reconnu Olga Stormer, elle était brune. Elle avait tué un homme mais John l'ignorait. Il la reconnu dans un théâtre, car il jouait le premier rôle de la pièce. Il lui s'infiltra chez elle pour la rencontrer. Nancy était condamnée pour ce crime mais elle ne le savait pas à l'époque. John va donc se servir de ce rôle pour gagner de l'argent. Olga accepte de le rencontrer. Quand John arrive chez elle, une femme semble morte derrière un rideau. C'était Nancy. Elle a une corde autour du cou. Quand il la voit, il sait que ce n'est pas Olga. La servante le voit avec la morte et pense qu'il l'a tuée. Elle menace d’appeler la police, ils se battent mais Olga parvient à s'enfuir.
La servante raconte la fin de l'histoire à Danahan, son manager. Elle était la servante et la "morte" était sa doublure, assommée.

## Publications
Avant la publication dans un recueil, la nouvelle avait fait l'objet de publications dans des revues :
- en mai 1923, au Royaume-Uni, sous le titre « A Trap for the Unwary », dans le no 218 de la revue The Novel Magazine[1], avec une illustration d'Émile Verpilleux.

La nouvelle a ensuite fait partie de nombreux recueils :
- en 1997, au Royaume-Uni, dans While the Light Lasts and Other Stories[1] (avec 8 autres nouvelles) ;
- en 1997, aux États-Unis, dans The Harlequin Tea Set and Other Stories[1] (avec 8 autres nouvelles) ;
- en 1999, en France, dans Tant que brillera le jour (adaptation du recueil britannique de 1997).

À l'occasion du centenaire de la naissance d'Agatha Christie, la nouvelle est publiée le 26 juillet 1990 dans le recueil Agatha Christie - Official Centenary Celebration avec l'illustration de 1923 aux éditions Belgrave.